# بیسترایا سوسنا
بیسترایا سوسنا (انگلیسی: Bystraya Sosna) یک رودخانه در استان اریول کشور روسیه است.